# Kameanka, Malîn
Kameanka (în ucraineană Кам`янка) este un sat în comuna Skuratî din raionul Malîn, regiunea Jîtomîr, Ucraina.

## Demografie
Componența lingvistică a localității Kameanka
     Ucraineană (98,41%)
     Rusă (1,59%)
Conform recensământului din 2001, majoritatea populației localității Kameanka era vorbitoare de ucraineană (98,41%), existând în minoritate și vorbitori de rusă (1,59%).